# Aja (Mythologie)
Aja (auch Ai, Aa , Aia, Anunitu) ist eine Göttin der mesopotamischen Religion.
Sie ist die Gemahlin des Sonnengottes Šamaš. Ihre gemeinsamen Kinder sind die Traumgötter Mamu und Ziqiqu (Kettu; Wahrheit, Mesharu; Gerechtigkeit). Aja wird in späterer Zeit mit der Göttin Antum (auch Antu) gleichgesetzt. Diese war ursprünglich eine für den akkadischen Gott Anu geschaffene semitische Gottheit (das -t- symbolisiert grammatikalisch die weibliche Form von akkadisch Anum, d. h. das weibliche Gegenüber zum Himmel, die Erde). In der sumerischen Religion war An entsprechend mit Ki, der „Erde“ (griechisch Gaia), vermählt. Somit kann man Antum den erdverbundenen Gottheiten zurechnen.